# Babati (TC)
Babati (TC) (Babati Town Council, auch Babati Mjini genannt) ist ein Distrikt der Region Manyara in Tansania. Er ist vollständig vom Distrikt Babati umschlossen. Die Stadt Babati ist das Verwaltungszentrum des Distriktes und der Region.

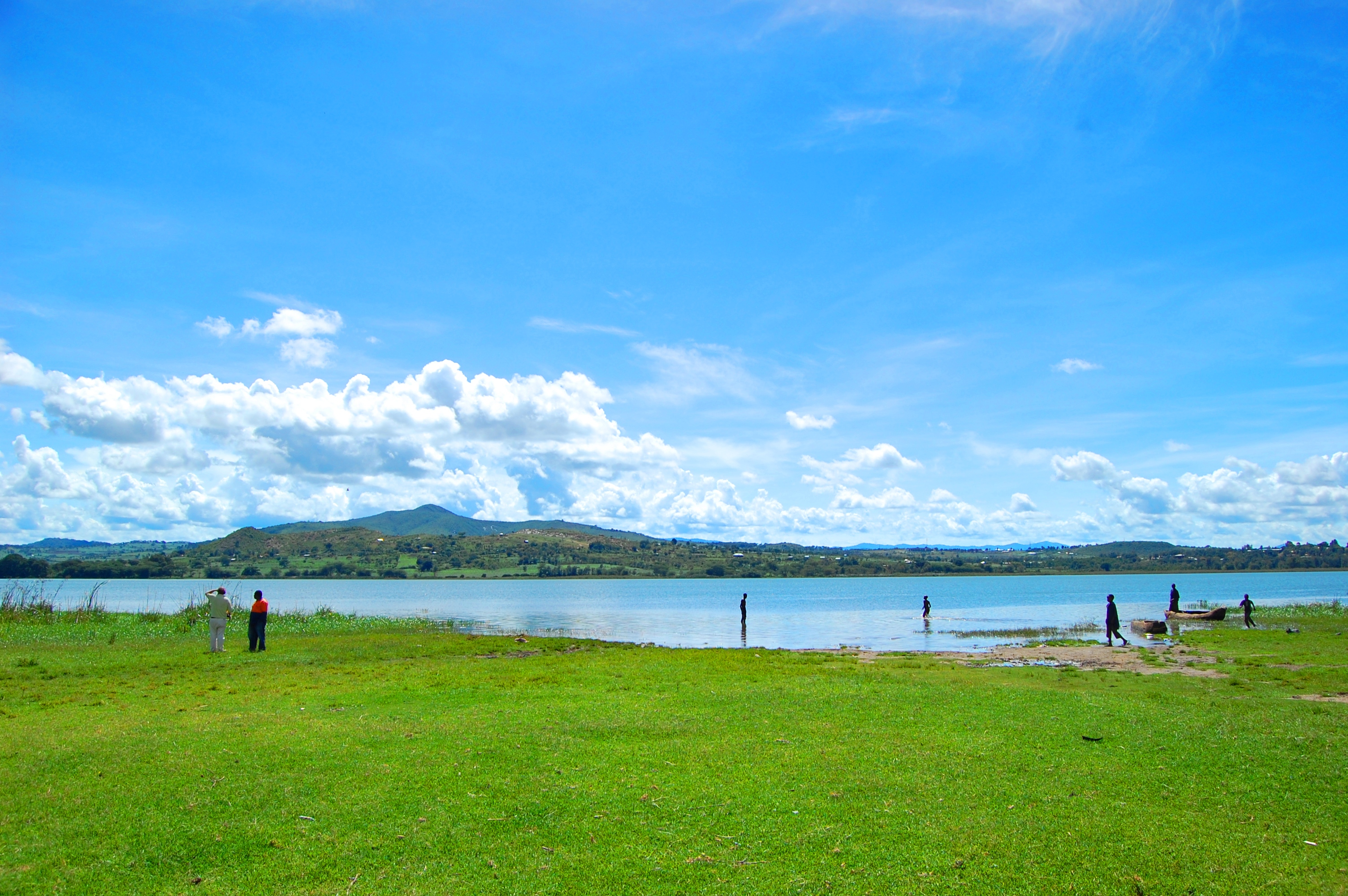
Babatisee

## Geographie
Babati (TC) hat eine Fläche von 461 Quadratkilometern und 129.572 Einwohner (Volkszählung 2022). Das Gebiet besteht geographisch aus drei Zonen:
- Tiefland: Es liegt unter 1200 Meter Meereshöhe und hat Niederschläge von rund 900 Millimetern im Jahr und Temperaturen über 25 Grad Celsius.
- Mittelland: Dieser Bereich umfasst das Einzugsgebiet des Babatisees in einer Höhenlage zwischen 1200 und 1600 Meter über dem Meeresniveau. Es regnet an 155 bis 210 Tagen im Jahr durchschnittlich 900 bis 1000 Millimeter. Die Temperatur liegt zwischen 20 und 25 Grad Celsius.
- Hochland: Es besteht aus den Bereichen über 1600 Meter Höhe und liegt im Westen und Südosten des Distrikts, vor allem aber dem Berg Kwaraha, der östlich der Stadt Babati liegt und 2410 Meter hoch ist. Es regnet etwa 1000 Millimeter im Jahr, die Temperaturen liegen unter 23 Grad Celsius.

Das milde Klima wird in der effektiven Klimaklassifikation mit Cwa bezeichnet. Die Niederschläge fallen überwiegend in den Monaten von November bis Mai.

## Geschichte
Der Distrikt Babati (TC) wurde 2004 eingerichtet.
Die Bevölkerungszahl stieg von 93.108 bei der Volkszählung 2012 auf 129.572 im Jahr 2022.

## Verwaltungsgliederung
Babati (TC) besteht aus dem einen Wahlkreis (Jimbo) Babati Mjini und acht Bezirken (Kata):
- Babati
- Mutuka
- Nangara
- Singe
- Bonga
- Bagara
- Sigino
- Maisaka

## Einrichtungen und Dienstleistungen
- Bildung: Im Distrikt befinden sich 42 Grundschulen, 18 weiterführende Schulen und 4 Colleges.[8]
- Gesundheit: In Babati (TC) befinden sich 28 Apotheken.[9]

## Wirtschaft und Infrastruktur
- Landwirtschaft: Im Tiefland werden überwiegend Sonnenblumen, Sesam, Erdnüsse, Mais, Maniok, Kartoffeln, Zuckerrohr und in bewässerten Gebieten auch Gemüse angebaut. Im Mittelland Sonnenblumen, Erbsen, Mais, Bohnen, Kartoffeln, Bananen, Maniok und Gemüse. Im Hochland wachsen Kaffee, Bananen, Kartoffeln, Süßkartoffeln, Bohnen, Gemüse, Vanille, Mais und Obst.[3]
- Straße: Durch Babati verläuft die asphaltierte Nationalstraße T5 von Dodoma im Süden nach Arusha im Norden. In der Stadt zweigt die ebenfalls asphaltierte Nationalstraße nach Singida ab.[10]

## Politik
Der im Jahr 2020 gewählte Stadtrat besteht aus 11 gewählten Mitgliedern aus den 8 Gemeinden.

## Persönlichkeiten
- Fabiano Joseph Naasi (* 1985), Langstreckenläufer